# El Serrat
El Serrat – miasto w Andorze, w parafii Ordino, ośrodek narciarski.